# Hemerobius pedicularius
Hemerobius pedicularius är en insektsart som beskrevs av Carl von Linné 1758. Hemerobius pedicularius ingår i släktet Hemerobius och familjen florsländor. Inga underarter finns listade i Catalogue of Life.